# Gesellschaft für Elektrometallurgie
Die GfE Gesellschaft für Elektrometallurgie mbH (GfE) mit Sitz in Nürnberg ist ein Hersteller von Hochleistungsmaterialien. Die GfE ist seit 1911 tätig und ist heute Teil der börsennotierten niederländischen Advanced Critical Materials N.V.
Die GfE Gruppe besteht aus 3 Gesellschaften:
- GfE Gesellschaft für Elektrometallurgie mbH, Nürnberg
- GfE Metalle und Materialien GmbH, Nürnberg
- GfE Fremat GmbH, Brand-Erbisdorf